# 테라지마 스스무
테라지마 스스무(일본어: 寺島 進, 1963년 11월 12일 ~)는 일본의 배우로서 100편이 넘는 영화, 15개의 TV 광고, 3개의 PV, 수많은 드라마에 20년 넘게 출연하였다. 그가 참여한 영화에서 그가 주연인 작품은 거의 없지만, 테라지마는 매 작품마다 성실히 임하고 그의 작품에 빠져들며, 마이너 작품이던 간에 상관없이 그에게 주어진 역할에 충실히 임한다. 테라지마는 야쿠자 역의 연기자로서 가장 잘 알려져 있다.
테라지마는 일본 도쿄시에서 태어났고, 그곳에서 자랐다. 1986년 《건방진 때》라는 작품으로 데뷔하였으며, 데뷔 이후로 꾸준히 작품을 하면서 연기를 지속하였다. 소속사는 일본의 배우이자 감독, 코미디언인 기타노 다케시의 회사인 오피스 기타노이다. 현재는 재팬뮤진엔터테인먼트 소속이다. (2018.12.01부터)
최근 주연을 맡은 주재형사의 인기로 시즌 3까지 방영하였다.

## 출연

### 드라마
- 2016 동물전대 쥬오우쟈
- 2016 사나다마루
- 2013 바다 위의 진료소
- 2012 레지던트: 5명의 연수의
- 2010 신참자
- 2009 언터처블
- 2009 차왕 -돈의 달인-
- 2009 화려한 스파이
- 2009 교토지검의 여자 5
- 2009 원한 해결 사무소: 리붓
- 2009 원한 해결사무소 2009년 특별편
- 2008 코드 블루 2009년 봄 스페셜 드라마
- 2008 유성의 인연
- 2008 아지랑이의 갈림길 2
- 2008 코드 블루
- 2008 원한 해결사무소 특별편
- 2008 장미 없는 꽃집
- 2008 하늘과 땅과
- 2007 반짝반짝 연수의
- 2007 비밀의 화원
- 2007 풍림화산 - 아카베 시모츠게노카미(난부 무네히데)
- 2006 언페어 스페셜 - 코드 브레이킹~암호해독
- 2006 파트너 시즌 5
- 2006 원한 해결사무소
- 2006 부호형사 디럭스
- 2006 언페어
- 2005 도망자 키지마 죠이치로
- 2005 클라이머즈 하이
- 2005 부호형사
- 2004 추신구라
- 2004 시공경찰 수사1과 파트 4
- 2004 4TEEN 포틴
- 2004 울트라 큐-다크 판타지
- 2004 료마가 간다
- 2003 여관 카와세미
- 2003 무사시
- 2002 사랑에 빠져봐
- 2002 신주쿠 상어 4 - 빙무 (코오리마이)
- 1998 기적의 인간
- 1996 기묘한 이야기 96 성야 특별편
- 1986 건방진 때

### 영화
- 1986년 《아호 맨즈》
- 1989년 《가장 위험한 형사》
- 1989년 《그 남자, 흉폭하다》
- 1990년 《이나무라 제인》
- 1991년 《그 여름 가장 조용한 바다》
- 1993년 《소나티네》
- 1995년 《모두 하고 있습니까》
- 1995년 《막스의 산》
- 1995년 《오카에리》
- 1996년 《키즈 리턴》
- 1997년 《포스트맨 블루스》
- 1998년 《하나비》
- 1998년 《언럭키 몽키》
- 1999년 《상어가죽 남자와 복숭아엉덩이 여자》
- 1999년 《원더풀 라이프》
- 1999년 《고하토》
- 2002년 《해충》
- 2003년 《하드럭 히어로》
- 2003년 《13계단》
- 2003년 《문차일드》
- 2003년 《6월의 뱀》
- 2004년 《꽃과 뱀》
- 2004년 《캐산》
- 2004년 《녹차의 맛》
- 2004년 《스팀 보이》
- 2004년 《아무도 모른다》
- 2004년 《피와 뼈》
- 2005년 《북의 영년》
- 2005년 《한밤중의 야지 키타》
- 《춤추는 대수사선 시리즈》
  - 2005년 《교섭인 마시타 마사요시》
  - 2010년 《춤추는 대수사선 3》
- 2005년 《다케시즈》
- 2006년 《우초텐 호텔》
- 2006년 《러브★콤플렉스》
- 2006년 《우동》
- 2006년 《훌라 걸스》
- 2007년 《언페어 더 무비》
- 2007년 《오다기리 조의 도쿄 타워》
- 2007년 《박치기! 러브 앤피 피스》
- 2007년 《감독만세!》
- 2008년 《걸어도 걸어도》 - 고마쓰 켄타로 (초밥집 사장) 역
- 2008년 《매직 아워》
- 2008년 《나를 둘러싼 것들》
- 2008년 《나의 할머니》
- 2009년 《폭렬닌자 고에몬》
- 2009년 《공기인형》
- 2009년 《구부러져라! 스푼》
- 2011년 《언페어 더 앤서》
- 2023년 《쿠비》 - 한나뇨사희 역